# Letzte Lockerung
Letzte Lockerung ist ein dadaistischer Text von Walter Serner aus dem Jahr 1918. In aphoristischer Form protestiert das Manifest gegen alle Sinnerhaltungs- und Sinnstiftungsversuche.

## Entstehung
Serner, der als Pazifist 1914 aus Deutschland in die Schweiz emigrierte und Anschluss an die  Dadaisten um Hugo Ball fand, schrieb 1918 auf seinen Reisen zwischen Zürich, Genf, Lugano, Paris und Italien das Manifest, das 1920 unter dem Titel Letzte Lockerung manifest dada publiziert wurde. Es erschien in der Reihe Silbergäule des Hannoveraner Verlegers Paul Steegemann. In stark erweiterter Form erschien die Letzte Lockerung 1927 im Rahmen einer siebenbändigen Gesamtausgabe mit dem Untertitel „Ein Handbrevier für Hochstapler und solche die es werden wollen“.

## Inhalt
In Aphorismen von einer Zeile bis über einer Seite Länge breitet Serner typisch dadaistische Sinnlosigkeit aus. Der 6. Aphorismus beispielsweise beginnt mit

„Es ist allgemein bekannt, daß ein Hund keine Hängematte ist; weniger, daß ohne diese zarte Hypothese Malern die Schmierfaust herunterfiele; und überhaupt nicht, daß Interjektionen am treffendsten sind: Weltanschauungen sind Vokabelmischungen.“

Am Ende des Kapitels „Blague“ teilt denn der Autor mit den letzten beiden Sätzen des 58. Aphorismus mit:

„Ich würde mich freuen, zu hören, daß diese Seiten der LETZTE Mist sind, der geschrieben wurde. Ich würde mich sehr freuen.“

Am 9. April 1919 trug Serner Teile aus Letzte Lockerung auf der Dada-Soiree Non plus ultra in Zürich vor. Dabei kam es zu einem Aufruhr des Publikums, und Serner wurde von der Bühne gejagt.
Der Literaturwissenschaftler Jörg Drews nannte Letzte Lockerung eine „glänzende Analyse des Zeitalters des vollendeten Nihilismus“. Ernst Jünger hat mehrmals in seinen Tagebüchern Siebzig Verweht die Lektüre erwähnt, der Titel wurde für ihn zu einem 'Merkwort' für epochale Auflösungserscheinungen.

## Ausgaben
- Letzte Lockerung. manifest dada. Hannover / Leipzig / Wien / Zürich: Steegemann, 1920, neu herausgegeben von Andreas Puff-Trojan im Manesse Verlag Zürich 2007, ISBN 978-3-7175-2148-8 (Online siehe Weblinks)
- Letzte Lockerung. Ein Handbrevier für Hochstapler und solche die es werden wollen (erweiterte Ausgabe, 1927)
- Die Bücher von Walter Serner. Kassette in sieben Bänden. Berlin: Steegemann, 1927
- Das gesamte Werk. Band 1-8, 3 Supplementbände. Hrsg.: Thomas Milch. Erlangen, München: Renner, 1979–1992, Bd. 7: Letzte Lockerung. Ein Handbrevier für Hochstapler und solche die es werden wollen (1981)
- Gesammelte Werke in zehn Bänden. Hrsg. von Thomas Milch. München: Goldmann, 1988, Bd. 9: Letzte Lockerung. Ein Handbrevier für Hochstapler und solche die es werden wollen